# Habropoda moesta
Habropoda moesta là một loài Hymenoptera trong họ Apidae. Loài này được Popov mô tả khoa học năm 1952.